# Microrégion de Três Marias
 (février 2025).
Si vous disposez d'ouvrages ou d'articles de référence ou si vous connaissez des sites web de qualité traitant du thème abordé ici, merci de compléter l'article en donnant les références utiles à sa vérifiabilité et en les liant à la section « Notes et références ».
La microrégion de Três Marias est l'une des trois microrégions qui subdivisent le Centre du Minas, dans l'État du Minas Gerais au Brésil.
Elle comporte 7 municipalités qui regroupaient 95 900 habitants en 2006 pour une superficie totale de 10 509 km2.

## Municipalités[1]
- Abaeté
- Biquinhas
- Cedro do Abaeté
- Morada Nova de Minas
- Paineiras
- Pompéu
- Três Marias